# Стоцкий, Феодосий Нестерович
Феодосий Нестерович Стоцкий (13 августа 1911 — 4 ноября 1974) — советский военнослужащий, участник Великой Отечественной войны, Герой Советского Союза, командир орудия 24-й гвардейской отдельной тяжёлой пушечной артиллерийской бригады Воронежского фронта, гвардии сержант.

## Биография
Феодосий Стоцкий родился 31 июля 1911 года в селе Мошки ныне Овручского района Житомирской области Украины в крестьянской семье. Украинец. Жил на станции «Вяземская» Хабаровского края. Образование среднее. Работал в Вяземском леспромхозе.
В Красной Армии с 1942 года. В действующей армии с декабря 1942 года. Член ВКП(б)/КПСС с 1943 года.
Командир орудия 24-й гвардейской отдельной тяжёлой пушечной артиллерийской бригады гвардии сержант Феодосий Стоцкий особо отличился в бою 13 июля 1943 года в районе деревни Круглик Обоянского района Курской области, когда, во время отражения атаки вражеских танков расчёт вверенного ему орудия уничтожил три из них. 15 августа 1943 года южнее города Богодухов Харьковской области Украины воины-артиллеристы под командованием гвардии сержанта Стоцкого Ф. Н. подбили ещё две боевые машины противников.
Указом Президиума Верховного Совета СССР от 24 декабря 1943 года за образцовое выполнение боевых заданий командования и проявленные при этом мужество и героизм гвардии сержанту Стоцкому Феодосию Нестеровичу присвоено звание Героя Советского Союза с вручением ордена Ленина и медали «Золотая Звезда».
После окончания Второй мировой войны старшина Стоцкий был демобилизован; жил и работал в городах Уссурийск и Хабаровск. 
Феодосий Нестерович Стоцкий скончался 4 ноября 1974 года и был похоронен в Хабаровске.
Награждён орденом Ленина, орденом Отечественной войны 2-й степени, медалями.